# Vanilla Fudge (album)
Vanilla Fudge je první studiové album americké rockové skupiny Vanilla Fudge, vydané v srpnu 1967 u vydavatelství Atco Records (ve Spojeném království vyšlo u Polydor Records). Album produkoval Shadow Morton a v žebříčku Billboard 200 se umístilo na šestém místě.

## Seznam skladeb
| Pořadí         | Název                                         | Autor                                       | Délka |
| -------------- | --------------------------------------------- | ------------------------------------------- | ----- |
| 1.             | Ticket to Ride                                | John Lennon, Paul McCartney                 | 5:40  |
| 2.             | People Get Ready                              | Curtis Mayfield                             | 6:30  |
| 3.             | She's Not There                               | Rod Argent                                  | 4:55  |
| 4.             | Bang Bang                                     | Sonny Bono                                  | 5:20  |
| 5.             | STRA (Illusions of My Childhood – Part One)   |                                             | 0:20  |
| 6.             | You Keep Me Hangin' On                        | Brian Holland, Lamont Dozier, Eddie Holland | 7:20  |
| 7.             | WBER (Illusions of My Childhood – Part Two    |                                             | 0:23  |
| 8.             | Take Me for a Little While                    | Trade Martin                                | 3:27  |
| 9.             | RYFI (Illusions of My Childhood – Part Three) |                                             | 0:23  |
| 10.            | Eleanor Rigby                                 | Lennon, McCartney                           | 8:10  |
| Celková délka: | Celková délka:                                | Celková délka:                              | 42:41 |

## Obsazení
- Carmine Appice – bicí, zpěv
- Tim Bogert – baskytara, zpěv
- Vince Martell – kytara, zpěv
- Mark Stein – klávesy, zpěv